# Vlag van Barinas

Vlag van Barinas (ratio 2:3)

De vlag van Barinas is een horizontale driekleur met in het midden een rode rechthoek waarin een gele zon met zeven stralen boven een weg met een palmboom uitkomt. De vlag is officieel in gebruik sinds 10 december 1997 en is het resultaat van een ontwerpwedstrijd.
De drie banen, die even groot zijn, hebben elk een symbolische betekenis: de blauwe symboliseert de heldere hemel en hoop, de witte de oneindigheid en de Andes en de groene de laagvlakte die het grootste deel van Barinas beslaat.
De rode rechthoek symboliseert de geschiedenis van de staat en het bloed dat bij het verkrijgen van de Venezolaanse onafhankelijkheid is gevloeid. De zon staat voor een goede toekomst en voor licht; de zeven zonnestralen staan voor de zeven provincies die op 5 juli 1811 de onafhankelijkheid van Venezuela uitriepen. De weg naar de zon symboliseert vooruitkijken naar en werken voor betere tijden. De palmboom is een ecologisch symbool van Barinas en staat ook voor de literatuur en ongeschreven tradities van de bevolking.